# Élections législatives de 1978 dans le Pas-de-Calais
Les élections législatives françaises de 1978 se déroulent les 12 et 19 mars 1978. Dans le département du Pas-de-Calais, quatorze députés sont à élire dans le cadre de quatorze circonscriptions.

## Élus
| Circonscription | Député sortant                                   | Parti | Parti | Député élu ou réélu    | Parti | Parti |
| --------------- | ------------------------------------------------ | ----- | ----- | ---------------------- | ----- | ----- |
| 1re             | André Delehedde suppléant de Guy Mollet          |       | PS    | André Delehedde        |       | PS    |
| 2e              | Jean Chambon                                     |       | UDR   | Jean-Pierre Defontaine |       | MRG   |
| 3e              | Lucien Pignion                                   |       | PS    | Lucien Pignion         |       | PS    |
| 4e              | Marcel Béraud                                    |       | RPR   | Claude Wilquin         |       | PS    |
| 5e              | Jean Bardol                                      |       | PCF   | Jean Bardol            |       | PCF   |
| 6e              | Dominique Dupilet suppléant de Louis Le Sénéchal |       | PS    | Dominique Dupilet      |       | PS    |
| 7e              | Jean-Jacques Barthe                              |       | PCF   | Jean-Jacques Barthe    |       | PCF   |
| 8e              | Roland Huguet                                    |       | PS    | Roland Huguet          |       | PS    |
| 9e              | Édouard Carlier                                  |       | PCF   | Jacques Mellick        |       | PCF   |
| 10e             | Maurice Andrieux                                 |       | PCF   | Maurice Andrieux       |       | PCF   |
| 11e             | Henri Lucas                                      |       | PCF   | Henri Lucas            |       | PCF   |
| 12e             | Henri Darras                                     |       | PS    | Henri Darras           |       | PS    |
| 13e             | André Delelis                                    |       | PS    | André Delelis          |       | PS    |
| 14e             | Joseph Legrand                                   |       | PCF   | Joseph Legrand         |       | PCF   |

## Résultats

### Résultats à l'échelle du département
| Parti                 | Parti                              | Premier tour | Premier tour | Second tour | Second tour | Sièges |
| Parti                 | Parti                              | Voix         | %            | Voix        | %           | Sièges |
| --------------------- | ---------------------------------- | ------------ | ------------ | ----------- | ----------- | ------ |
|                       | Parti communiste français          | 236 128      | 29,94        | 165 235     | 21,82       | 6      |
|                       | Parti socialiste                   | 234 564      | 29,74        | 278 892     | 36,83       | 7      |
|                       | Mouvement des radicaux de gauche   | 13 734       | 1,74         | 29 476      | 3,89        | 1      |
|                       | Union de la gauche                 | 484 426      | 61,42        | 473 603     | 62,55       | 14     |
|                       |                                    |              |              |             |             |        |
|                       | Rassemblement pour la République   | 167 192      | 21,20        | 157 572     | 20,81       | 0      |
|                       | Union pour la démocratie française | 87 328       | 11,07        | 126 027     | 16,64       | 0      |
|                       | Divers droite                      | 21 962       | 2,78         |             |             | 0      |
|                       | Majorité présidentielle            | 276 482      | 35,05        | 283 599     | 37,45       | 0      |
|                       |                                    |              |              |             |             |        |
|                       | Extrême gauche                     | 17 454       | 2,21         |             |             | 0      |
|                       | Parti socialiste unifié            | 5 977        | 0,76         | 0           |             |        |
|                       | Divers écologiste                  | 1 836        | 0,23         | 0           |             |        |
|                       | Extrême droite                     | 1 704        | 0,22         | 0           |             |        |
|                       | Gaullistes d'opposition            | 884          | 0,11         | 0           |             |        |
|                       | Divers gauche                      | 1            | 0,00         | 0           |             |        |
|                       |                                    |              |              |             |             |        |
| Inscrits              | Inscrits                           | 915 361      | 100,00       | 915 372     | 100,00      | 14     |
| Abstentions           | Abstentions                        | 109 221      | 11,93        | 116 984     | 12,78       |        |
| Votants               | Votants                            | 806 140      | 88,07        | 798 388     | 87,22       |        |
| Blancs et nuls        | Blancs et nuls                     | 17 376       | 2,16         | 41 186      | 5,16        |        |
| Exprimés              | Exprimés                           | 788 764      | 97,84        | 757 202     | 94,84       |        |
| Source : Data.gouv.fr |                                    |              |              |             |             |        |

### Résultats par circonscription

#### Première circonscription (Arras)
| Candidat       | Candidat                      | Parti             | Premier tour | Premier tour | Second tour | Second tour |  |
| Candidat       | Candidat                      | Parti             | Voix         | %            | Voix        | %           |  |
| -------------- | ----------------------------- | ----------------- | ------------ | ------------ | ----------- | ----------- |  |
|                | André Delehedde sortant réélu | PS                | 19 426       | 27,38        | 41 386      | 57,86       |  |
|                | Marcel Roger                  | PCF               | 18 769       | 26,45        | Retrait     | Retrait     |  |
|                | Roger Poudonson               | UDF (CDS)         | 17 446       | 24,59        | 30 138      | 42,14       |  |
|                | Henri Ledieu                  | RPR               | 9 408        | 13,26        |             |             |  |
|                | Guy-Gabriel Lancial           | Divers écologiste | 1 836        | 2,59         |             |             |  |
|                | Maurice Illy                  | LO                | 1 566        | 2,21         |             |             |  |
|                | Philippe Carton               | Divers droite     | 978          | 1,38         |             |             |  |
|                | Jean Pasqualini               | LCR               | 898          | 1,27         |             |             |  |
|                | Françoise Schalchli           | PSU (FA)          | 630          | 0,89         |             |             |  |
|                |                               |                   |              |              |             |             |  |
| Inscrits       | Inscrits                      | Inscrits          | 81 410       | 100,00       | 81 591      | 100,00      |  |
| Abstentions    | Abstentions                   | Abstentions       | 8 824        | 10,84        | 8 458       | 10,37       |  |
| Votants        | Votants                       | Votants           | 72 586       | 89,16        | 73 133      | 89,63       |  |
| Blancs et nuls | Blancs et nuls                | Blancs et nuls    | 1 629        | 2,24         | 1 609       | 2,2         |  |
| Exprimés       | Exprimés                      | Exprimés          | 70 957       | 97,76        | 71 524      | 97,8        |  |

#### Deuxième circonscription (Bapaume)
| Candidat       | Candidat                   | Parti          | Premier tour | Premier tour | Second tour | Second tour |  |
| Candidat       | Candidat                   | Parti          | Voix         | %            | Voix        | %           |  |
| -------------- | -------------------------- | -------------- | ------------ | ------------ | ----------- | ----------- |  |
|                | Jean Chambon sortant       | RPR            | 18 186       | 33,12        | 26 978      | 47,79       |  |
|                | Jean-Pierre Defontaine élu | MRG            | 13 734       | 25,02        | 29 476      | 52,21       |  |
|                | Martial Stienne            | PCF            | 13 656       | 24,87        | Retrait     | Retrait     |  |
|                | Serge Hauchart             | UDF (PR)       | 7 656        | 13,94        |             |             |  |
|                | Jean-Jacques Campini       | LO             | 1 571        | 2,86         |             |             |  |
|                | Léon Duquénoy              | FN             | 99           | 0,18         |             |             |  |
|                |                            |                |              |              |             |             |  |
| Inscrits       | Inscrits                   | Inscrits       | 62 344       | 100,00       | 62 227      | 100,00      |  |
| Abstentions    | Abstentions                | Abstentions    | 6 141        | 9,85         | 4 791       | 7,7         |  |
| Votants        | Votants                    | Votants        | 56 203       | 90,15        | 57 436      | 92,3        |  |
| Blancs et nuls | Blancs et nuls             | Blancs et nuls | 1 301        | 2,31         | 982         | 1,71        |  |
| Exprimés       | Exprimés                   | Exprimés       | 54 902       | 97,69        | 56 454      | 98,29       |  |

#### Troisième circonscription (Saint-Pol-sur-Ternoise)
| Candidat       | Candidat                     | Parti          | Premier tour | Premier tour | Second tour | Second tour |  |
| Candidat       | Candidat                     | Parti          | Voix         | %            | Voix        | %           |  |
| -------------- | ---------------------------- | -------------- | ------------ | ------------ | ----------- | ----------- |  |
|                | Roger Pruvost                | RPR            | 17 973       | 34,82        | 22 486      | 43,24       |  |
|                | Lucien Pignion sortant réélu | PS             | 17 967       | 34,81        | 29 515      | 56,76       |  |
|                | Jean-Claude Lanvin           | PCF            | 12 376       | 23,98        | Retrait     | Retrait     |  |
|                | Marie-Jeanne Zonzon          | Divers droite  | 1 998        | 3,87         |             |             |  |
|                | Solange Mion                 | LO             | 1 300        | 2,52         |             |             |  |
|                |                              |                |              |              |             |             |  |
| Inscrits       | Inscrits                     | Inscrits       | 58 285       | 100,00       | 58 276      | 100,00      |  |
| Abstentions    | Abstentions                  | Abstentions    | 5 610        | 9,63         | 5 406       | 9,28        |  |
| Votants        | Votants                      | Votants        | 52 675       | 90,37        | 52 870      | 90,72       |  |
| Blancs et nuls | Blancs et nuls               | Blancs et nuls | 1 061        | 2,01         | 869         | 1,64        |  |
| Exprimés       | Exprimés                     | Exprimés       | 51 614       | 97,99        | 52 001      | 98,36       |  |

#### Quatrième circonscription (Montreuil-sur-Mer)
| Candidat       | Candidat              | Parti          | Premier tour | Premier tour | Second tour | Second tour |  |
| Candidat       | Candidat              | Parti          | Voix         | %            | Voix        | %           |  |
| -------------- | --------------------- | -------------- | ------------ | ------------ | ----------- | ----------- |  |
|                | Claude Wilquin élu    | PS             | 18 144       | 32           | 29 032      | 50,1        |  |
|                | Léonce Deprez         | UDF (PR)       | 16 928       | 29,86        | 28 913      | 49,9        |  |
|                | Marcel Béraud sortant | RPR            | 12 505       | 22,06        | Retrait     | Retrait     |  |
|                | Alberte Monteux       | PCF            | 7 478        | 13,19        |             |             |  |
|                | Éliane Moustrou       | LO             | 1 072        | 1,89         |             |             |  |
|                | Ferdinand Dhont       | Divers droite  | 322          | 0,57         |             |             |  |
|                | Dominique Chaboche    | FN             | 249          | 0,44         |             |             |  |
|                |                       |                |              |              |             |             |  |
| Inscrits       | Inscrits              | Inscrits       | 64 722       | 100,00       | 64 714      | 100,00      |  |
| Abstentions    | Abstentions           | Abstentions    | 6 969        | 10,77        | 5 732       | 8,86        |  |
| Votants        | Votants               | Votants        | 57 753       | 89,23        | 58 982      | 91,14       |  |
| Blancs et nuls | Blancs et nuls        | Blancs et nuls | 1 055        | 1,83         | 1 037       | 1,76        |  |
| Exprimés       | Exprimés              | Exprimés       | 56 698       | 98,17        | 57 945      | 98,24       |  |

#### Cinquième circonscription (Boulogne-sur-Mer-Sud)
| Candidat       | Candidat                  | Parti          | Premier tour | Premier tour | Second tour | Second tour |  |
| Candidat       | Candidat                  | Parti          | Voix         | %            | Voix        | %           |  |
| -------------- | ------------------------- | -------------- | ------------ | ------------ | ----------- | ----------- |  |
|                | Jean Bardol sortant réélu | PCF            | 18 492       | 33,55        | 30 550      | 56,06       |  |
|                | Solange Lehembre          | RPR            | 14 784       | 26,82        | 23 948      | 43,94       |  |
|                | Guy Lengagne              | PS             | 14 091       | 25,56        | Retrait     | Retrait     |  |
|                | Jeannil Dumortier         | PSD            | 4 373        | 7,93         |             |             |  |
|                | Simone Cousin             | Divers droite  | 1 984        | 3,6          |             |             |  |
|                | Achille Chassot           | PSU (FA)       | 685          | 1,24         |             |             |  |
|                | Paulette Devandôme        | LO             | 533          | 0,97         |             |             |  |
|                | Henri Coppin              | UOPDP          | 181          | 0,33         |             |             |  |
|                |                           |                |              |              |             |             |  |
| Inscrits       | Inscrits                  | Inscrits       | 63 969       | 100,00       | 63 957      | 100,00      |  |
| Abstentions    | Abstentions               | Abstentions    | 7 879        | 12,32        | 7 616       | 11,91       |  |
| Votants        | Votants                   | Votants        | 56 090       | 87,68        | 56 341      | 88,09       |  |
| Blancs et nuls | Blancs et nuls            | Blancs et nuls | 967          | 1,72         | 1 843       | 3,27        |  |
| Exprimés       | Exprimés                  | Exprimés       | 55 123       | 98,28        | 54 498      | 96,73       |  |

#### Sixième circonscription (Boulogne-sur-Mer-Nord)
| Candidat       | Candidat                        | Parti          | Premier tour | Premier tour | Second tour | Second tour |  |
| Candidat       | Candidat                        | Parti          | Voix         | %            | Voix        | %           |  |
| -------------- | ------------------------------- | -------------- | ------------ | ------------ | ----------- | ----------- |  |
|                | Henri Collette                  | RPR            | 22 447       | 38,28        | 26 796      | 44,9        |  |
|                | Dominique Dupilet sortant réélu | PS             | 20 887       | 35,62        | 32 880      | 55,1        |  |
|                | Denise Radenne                  | PCF            | 10 482       | 17,88        | Retrait     | Retrait     |  |
|                | Bernard Bouillon                | UDF (Rad)      | 1 326        | 2,26         |             |             |  |
|                | Yves Tomasso                    | LO             | 1 080        | 1,84         |             |             |  |
|                | Jean-Jacques Denis              | PSU (FA)       | 1 052        | 1,79         |             |             |  |
|                | Marie-Thérèse Veldeman          | Divers droite  | 1 013        | 1,73         |             |             |  |
|                | Jammy R.J. Pouplin              | FRP            | 348          | 0,59         |             |             |  |
|                |                                 |                |              |              |             |             |  |
| Inscrits       | Inscrits                        | Inscrits       | 68 045       | 100,00       | 68 039      | 100,00      |  |
| Abstentions    | Abstentions                     | Abstentions    | 8 099        | 11,9         | 7 365       | 10,82       |  |
| Votants        | Votants                         | Votants        | 59 946       | 88,1         | 60 674      | 89,18       |  |
| Blancs et nuls | Blancs et nuls                  | Blancs et nuls | 1 311        | 2,19         | 998         | 1,64        |  |
| Exprimés       | Exprimés                        | Exprimés       | 58 635       | 97,81        | 59 676      | 98,36       |  |

#### Septième circonscription (Calais)
| Candidat       | Candidat                          | Parti          | Premier tour | Premier tour | Second tour | Second tour |  |
| Candidat       | Candidat                          | Parti          | Voix         | %            | Voix        | %           |  |
| -------------- | --------------------------------- | -------------- | ------------ | ------------ | ----------- | ----------- |  |
|                | Jean-Jacques Barthe sortant réélu | PCF            | 26 506       | 42,4         | 35 054      | 56,43       |  |
|                | Gérard Muys                       | UDF (CDS)      | 12 193       | 19,51        | 27 060      | 43,57       |  |
|                | Albert Doublet                    | RPR            | 11 996       | 19,19        | Retrait     | Retrait     |  |
|                | Pierre Lefébure                   | PS             | 8 754        | 14           |             |             |  |
|                | Josette Lefébure                  | PSU (FA)       | 1 576        | 2,52         |             |             |  |
|                | Richard Moyon                     | LO             | 826          | 1,32         |             |             |  |
|                | Rémy Delrue                       | FN             | 484          | 0,77         |             |             |  |
|                | Jules Bonte                       | UOPDP          | 176          | 0,28         |             |             |  |
|                |                                   |                |              |              |             |             |  |
| Inscrits       | Inscrits                          | Inscrits       | 75 483       | 100,00       | 75 483      | 100,00      |  |
| Abstentions    | Abstentions                       | Abstentions    | 11 554       | 15,31        | 11 635      | 15,41       |  |
| Votants        | Votants                           | Votants        | 63 929       | 84,69        | 63 848      | 84,59       |  |
| Blancs et nuls | Blancs et nuls                    | Blancs et nuls | 1 418        | 2,22         | 1 734       | 2,72        |  |
| Exprimés       | Exprimés                          | Exprimés       | 62 511       | 97,78        | 62 114      | 97,28       |  |

#### Huitième circonscription (Saint-Omer)
| Candidat       | Candidat                    | Parti              | Premier tour | Premier tour | Second tour | Second tour |  |
| Candidat       | Candidat                    | Parti              | Voix         | %            | Voix        | %           |  |
| -------------- | --------------------------- | ------------------ | ------------ | ------------ | ----------- | ----------- |  |
|                | Roland Huguet sortant réélu | PS                 | 26 869       | 41,94        | 38 756      | 59,94       |  |
|                | Jean-Jacques Delvaux        | RPR                | 20 307       | 31,7         | 25 902      | 40,06       |  |
|                | Didier Talleux              | PCF                | 11 038       | 17,23        | Retrait     | Retrait     |  |
|                | Richard Gay                 | Divers droite (DC) | 2 302        | 3,59         |             |             |  |
|                | André Leboucq               | Divers droite      | 1 209        | 1,89         |             |             |  |
|                | Jean-Claude Hamon           | LO                 | 1 173        | 1,83         |             |             |  |
|                | Marie Rose                  | PSU (FA)           | 1 159        | 1,81         |             |             |  |
|                |                             |                    |              |              |             |             |  |
| Inscrits       | Inscrits                    | Inscrits           | 72 637       | 100,00       | 72 632      | 100,00      |  |
| Abstentions    | Abstentions                 | Abstentions        | 7 050        | 9,71         | 6 740       | 9,28        |  |
| Votants        | Votants                     | Votants            | 65 587       | 90,29        | 65 892      | 90,72       |  |
| Blancs et nuls | Blancs et nuls              | Blancs et nuls     | 1 530        | 2,33         | 1 234       | 1,87        |  |
| Exprimés       | Exprimés                    | Exprimés           | 64 057       | 97,67        | 64 658      | 98,13       |  |

#### Neuvième circonscription (Béthune)
| Candidat       | Candidat               | Parti              | Premier tour | Premier tour | Second tour | Second tour |  |
| Candidat       | Candidat               | Parti              | Voix         | %            | Voix        | %           |  |
| -------------- | ---------------------- | ------------------ | ------------ | ------------ | ----------- | ----------- |  |
|                | Jacques Mellick élu    | PS                 | 18 590       | 33,37        | 34 801      | 63,09       |  |
|                | Daniel Roussel         | PCF                | 17 927       | 32,18        | Retrait     | Retrait     |  |
|                | Patrick Verdure        | UDF (Rad)          | 9 855        | 17,69        | 20 361      | 36,91       |  |
|                | André Flajolet         | RPR                | 6 948        | 12,47        |             |             |  |
|                | Marie-Danièle Duquenne | LO                 | 924          | 1,66         |             |             |  |
|                | Jean-Pierre Foucault   | Divers droite (DC) | 759          | 1,36         |             |             |  |
|                | Jean-Noël Beaurain     | Divers droite      | 702          | 1,26         |             |             |  |
|                |                        |                    |              |              |             |             |  |
| Inscrits       | Inscrits               | Inscrits           | 64 259       | 100,00       | 64 248      | 100,00      |  |
| Abstentions    | Abstentions            | Abstentions        | 7 288        | 11,34        | 7 753       | 12,07       |  |
| Votants        | Votants                | Votants            | 56 971       | 88,66        | 56 495      | 87,93       |  |
| Blancs et nuls | Blancs et nuls         | Blancs et nuls     | 1 266        | 2,22         | 1 333       | 2,36        |  |
| Exprimés       | Exprimés               | Exprimés           | 55 705       | 97,78        | 55 162      | 97,64       |  |

#### Dixième circonscription (Bruay-en-Artois)
| Candidat       | Candidat                       | Parti          | Premier tour | Premier tour | Second tour | Second tour |  |
| Candidat       | Candidat                       | Parti          | Voix         | %            | Voix        | %           |  |
| -------------- | ------------------------------ | -------------- | ------------ | ------------ | ----------- | ----------- |  |
|                | Maurice Andrieux sortant réélu | PCF            | 19 973       | 41,47        | 29 734      | 100,00      |  |
|                | Marcel Wacheux                 | PS             | 16 345       | 33,94        | Retrait     | Retrait     |  |
|                | Jean Dagouneau                 | UDF (Rad)      | 6 124        | 12,71        |             |             |  |
|                | Robert Van den Neucker         | RPR            | 4 078        | 8,47         |             |             |  |
|                | Danièle Hanryon                | LO             | 859          | 1,78         |             |             |  |
|                | Marie-Claude Wambre            | Divers droite  | 785          | 1,63         |             |             |  |
|                |                                |                |              |              |             |             |  |
| Inscrits       | Inscrits                       | Inscrits       | 57 122       | 100,00       | 57 121      | 100,00      |  |
| Abstentions    | Abstentions                    | Abstentions    | 7 993        | 13,99        | 13 815      | 24,19       |  |
| Votants        | Votants                        | Votants        | 49 129       | 86,01        | 43 306      | 75,81       |  |
| Blancs et nuls | Blancs et nuls                 | Blancs et nuls | 965          | 1,96         | 13 572      | 31,34       |  |
| Exprimés       | Exprimés                       | Exprimés       | 48 164       | 98,04        | 29 734      | 68,66       |  |

#### Onzième circonscription (Cambrin)
| Candidat       | Candidat                  | Parti          | Premier tour | Premier tour | Second tour | Second tour |  |
| Candidat       | Candidat                  | Parti          | Voix         | %            | Voix        | %           |  |
| -------------- | ------------------------- | -------------- | ------------ | ------------ | ----------- | ----------- |  |
|                | Henri Lucas sortant réélu | PCF            | 22 512       | 41,17        | 33 662      | 63,25       |  |
|                | Marcel Cabiddu            | PS             | 14 378       | 26,3         | Retrait     | Retrait     |  |
|                | Albert Caron              | UDF (PR)       | 8 834        | 16,16        | 19 555      | 36,75       |  |
|                | Gabriel Letellier         | RPR            | 6 551        | 11,98        |             |             |  |
|                | Agnès Lefebvre            | LO             | 1 548        | 2,83         |             |             |  |
|                | Raymonde Toussaint        | Divers droite  | 853          | 1,56         |             |             |  |
|                |                           |                |              |              |             |             |  |
| Inscrits       | Inscrits                  | Inscrits       | 62 964       | 100,00       | 62 961      | 100,00      |  |
| Abstentions    | Abstentions               | Abstentions    | 6 999        | 11,12        | 7 511       | 11,93       |  |
| Votants        | Votants                   | Votants        | 55 965       | 88,88        | 55 450      | 88,07       |  |
| Blancs et nuls | Blancs et nuls            | Blancs et nuls | 1 289        | 2,3          | 2 233       | 4,03        |  |
| Exprimés       | Exprimés                  | Exprimés       | 54 676       | 97,7         | 53 217      | 95,97       |  |

#### Douzième circonscription (Liévin)
| Candidat       | Candidat                   | Parti          | Premier tour | Premier tour | Second tour | Second tour |  |
| Candidat       | Candidat                   | Parti          | Voix         | %            | Voix        | %           |  |
| -------------- | -------------------------- | -------------- | ------------ | ------------ | ----------- | ----------- |  |
|                | Henri Darras sortant réélu | PS             | 21 577       | 40,37        | 40 511      | 100,00      |  |
|                | Jacqueline Poly            | PCF            | 18 715       | 35,01        | Retrait     | Retrait     |  |
|                | Roger Beauvois             | UDF (CDS)      | 6 966        | 13,03        |             |             |  |
|                | André Delaby               | RPR            | 3 676        | 6,88         |             |             |  |
|                | Josiane Dubois             | LO             | 1 297        | 2,43         |             |             |  |
|                | Joëlle Fleury              | Divers droite  | 746          | 1,4          |             |             |  |
|                | Jacques Lacaze             | UOPDP          | 473          | 0,88         |             |             |  |
|                |                            |                |              |              |             |             |  |
| Inscrits       | Inscrits                   | Inscrits       | 63 728       | 100,00       | 63 728      | 100,00      |  |
| Abstentions    | Abstentions                | Abstentions    | 8 994        | 14,11        | 12 779      | 20,05       |  |
| Votants        | Votants                    | Votants        | 54 734       | 85,89        | 50 949      | 79,95       |  |
| Blancs et nuls | Blancs et nuls             | Blancs et nuls | 1 284        | 2,35         | 10 438      | 20,49       |  |
| Exprimés       | Exprimés                   | Exprimés       | 53 450       | 97,65        | 40 511      | 79,51       |  |

#### Treizième circonscription (Lens)
| Candidat       | Candidat                    | Parti              | Premier tour | Premier tour | Second tour | Second tour |  |
| Candidat       | Candidat                    | Parti              | Voix         | %            | Voix        | %           |  |
| -------------- | --------------------------- | ------------------ | ------------ | ------------ | ----------- | ----------- |  |
|                | André Delelis sortant réélu | PS                 | 20 254       | 44,96        | 32 011      | 72,69       |  |
|                | Jules Tell                  | PCF                | 13 766       | 30,56        | Retrait     | Retrait     |  |
|                | Jean-René Le Reste          | RPR                | 7 318        | 16,25        | 12 025      | 27,31       |  |
|                | Gisèle Remteaux             | Divers droite      | 1 806        | 4,01         |             |             |  |
|                | Denis Adler                 | LO                 | 803          | 1,78         |             |             |  |
|                | Beni Onnès Saïm             | Divers droite (DC) | 742          | 1,65         |             |             |  |
|                | Dominique Gérardin          | LCR                | 231          | 0,51         |             |             |  |
|                | Michèle Tainmont            | UOPDP              | 124          | 0,28         |             |             |  |
|                | Inconnu                     | Divers gauche      | 1            | 0            |             |             |  |
|                |                             |                    |              |              |             |             |  |
| Inscrits       | Inscrits                    | Inscrits           | 53 328       | 100,00       | 53 331      | 100,00      |  |
| Abstentions    | Abstentions                 | Abstentions        | 7 333        | 13,75        | 8 229       | 15,43       |  |
| Votants        | Votants                     | Votants            | 45 995       | 86,25        | 45 102      | 84,57       |  |
| Blancs et nuls | Blancs et nuls              | Blancs et nuls     | 950          | 2,07         | 1 066       | 2,36        |  |
| Exprimés       | Exprimés                    | Exprimés           | 45 045       | 97,93        | 44 036      | 97,64       |  |

#### Quatorzième circonscription (Hénin-Beaumont)
| Candidat       | Candidat                     | Parti          | Premier tour | Premier tour | Second tour | Second tour |  |
| Candidat       | Candidat                     | Parti          | Voix         | %            | Voix        | %           |  |
| -------------- | ---------------------------- | -------------- | ------------ | ------------ | ----------- | ----------- |  |
|                | Joseph Legrand sortant réélu | PCF            | 24 438       | 42,7         | 36 235      | 65,09       |  |
|                | Jacques Piette               | PS             | 17 282       | 30,2         | Retrait     | Retrait     |  |
|                | Jacques Huet                 | RPR            | 11 015       | 19,25        | 19 437      | 34,91       |  |
|                | Liliane Pechon               | Divers droite  | 1 390        | 2,43         |             |             |  |
|                | Claude Dancette              | PSU (FA)       | 875          | 1,53         |             |             |  |
|                | Gilbert Biebuyck             | Extrême droite | 872          | 1,52         |             |             |  |
|                | Michel Suner                 | LO             | 819          | 1,43         |             |             |  |
|                | Dominique Poile-Lagache      | FRP            | 536          | 0,94         |             |             |  |
|                |                              |                |              |              |             |             |  |
| Inscrits       | Inscrits                     | Inscrits       | 67 065       | 100,00       | 67 064      | 100,00      |  |
| Abstentions    | Abstentions                  | Abstentions    | 8 488        | 12,66        | 9 154       | 13,65       |  |
| Votants        | Votants                      | Votants        | 58 577       | 87,34        | 57 910      | 86,35       |  |
| Blancs et nuls | Blancs et nuls               | Blancs et nuls | 1 350        | 2,3          | 2 238       | 3,86        |  |
| Exprimés       | Exprimés                     | Exprimés       | 57 227       | 97,7         | 55 672      | 96,14       |  |